# Liste der stillgelegten Eisenbahnstrecken in Sachsen
Die Liste der stillgelegten Eisenbahnstrecken in Sachsen umfasst Eisenbahnstrecken oder Teilabschnitte von Strecken auf dem Gebiet des Freistaats Sachsen, auf denen der Personenverkehr eingestellt oder die für den gesamten Personen- und Güterverkehr stillgelegt wurden. Nicht aufgelistet sind im Personenverkehr bediente Strecken, auf denen der Güterverkehr eingestellt wurde. Ebenfalls nicht aufgelistet sind Strecken, auf denen der Personenverkehr zeitweise (auch für längere Zeiträume) auf Schienenersatzverkehr umgestellt wurde, die anschließend wieder mit Personenzügen befahren wurden.

## Einstellungen des Reisezugverkehrs
- In den folgenden Listen sind die offiziellen Einstellungsdaten des Personenverkehrs aufgeführt.

| Datum         | KBS   | Streckenabschnitt                                   | Strecke                                                    | Länge    | Bemerkung |
| ------------- | ----- | --------------------------------------------------- | ---------------------------------------------------------- | -------- | --- |
| 16. Mai 1935  | 132k  | Pirna – Großcotta                                   | Pirna Süd–Großcotta                                        | 05,7 km  | Reisezugverkehr 1946 wieder aufgenommen                                                                                  |
| 1. Apr. 1939  | 145m  | Mosel – Ortmannsdorf                                | Mosel–Ortmannsdorf                                         | 13,9 km  | Schmalspurbahn; Reisezugverkehr 1944 wieder aufgenommen                                                                  |
| 15. Apr. 1945 | 422e  | Roßbach – Adorf (Vogtl)                             | Asch–Adorf                                                 | 10,0 km  | |
| 15. Apr. 1945 | 529   | Großbothen – Grimma unt Bf                          | Glauchau–Wurzen                                            | 07,3 km  | |
| 17. Sep. 1945 | 161b  | Taubenheim – Dürrhennersdorf                        | Taubenheim–Dürrhennersdorf                                 | 12,0 km  | Schmalspurbahn |
| 30. Sep. 1945 | 161c  | Herrnhut – Bernstadt                                | Herrnhut–Bernstadt                                         | 10,1 km  | Schmalspurbahn |
| 19. Aug. 1947 | 170m  | Zwönitz – Elterlein                                 | Zwönitz–Scheibenberg                                       | 18,2 km  | |
| 1. Okt. 1947  | 170n  | Borna – Großbothen                                  | Borna–Großbothen                                           | 24,9 km  | |
| 19. Apr. 1951 | 159g  | Kleinnaundorf – Possendorf                          | Freital Ost–Possendorf                                     | 05,1 km  | |
| 23. Apr. 1951 | 165b  | Dürrröhrsdorf – Weißig                              | Dürrröhrsdorf–Weißig                                       | 14,7 km  | |
| 27. Apr. 1951 | 172d  | Lottengrün – Oelsnitz                               | Herlasgrün–Oelsnitz                                        | 13,2 km  | |
| 20. Mai 1951  | 168e  | Mosel – Ortmannsdorf                                | Mosel–Ortmannsdorf                                         | 13,9 km  | Schmalspurbahn |
| 28. Mai 1951  | 165f  | Goßdorf-Kohlmühle – Hohnstein                       | Goßdorf-Kohlmühle–Hohnstein                                | 12,1 km  | Schmalspurbahn |
| 7. Apr. 1952  |       | Schlema ob Bf – Schneeberg                          | Schlema unt Bf–Schneeberg                                  | 03,1 km  | |
| 22. Juli 1957 | 165b  | Pirna – Großcotta                                   | Pirna Süd–Großcotta                                        | 05,7 km  | |
| 9. Nov. 1957  | 159g  | (Dresden –) Freital Ost – Kleinnaundorf             | Freital Ost–Possendorf                                     | 05,7 km  | |
| 15. Dez. 1957 | 168g  | Reichenbach ob Bf – Göltzschtalbrücke – Wolfspfütz  | Reichenbach–Göltzschtalbrücke Lengenfeld–Göltzschtalbrücke | 018,1 km | |
| 3. Okt. 1959  |       | Schlema unt Bf – Schlema ob Bf                      | Schlema unt Bf–Schneeberg                                  | 02,1 km  | |
| 30. Sep. 1962 |       | Torgau – Belgern                                    | Torgau–Belgern                                             | 17,1 km  | |
| 4. Apr. 1964  | 171p  | Klingenthal–Sachsenberg-Georgenthal                 | Klingenthal–Sachsenberg-Georgenthal                        | 04,1 km  | Schmalspurbahn |
| 14. Dez. 1964 |       | Mügeln – Döbeln                                     | Oschatz–Döbeln                                             | 19,6 km  | Schmalspurbahn |
| 22. Nov. 1965 | 171g  | Elterlein – Scheibenberg                            | Zwönitz–Scheibenberg                                       | 08,1 km  | |
| 21. Mai 1966  | 169b  | Olbernhau – Deutschneudorf                          | Olbernhau-Grünthal–Deutschneudorf                          | 09,7 km  | |
| 21. Mai 1966  | 164k  | Löthain – Meißen-Triebischtal                       | Wilsdruff–Gärtitz                                          | 05,1 km  | Schmalspurbahn |
| 21. Mai 1966  | 164m  | Meißen-Triebischtal – Wilsdruff                     | Wilsdruff–Gärtitz                                          | 17,6 km  | Schmalspurbahn |
| 21. Mai 1966  | 171h  | Schönheide Süd – Carlsfeld                          | Wilkau-Haßlau–Carlsfeld                                    | 03,5 km  | Schmalspurbahn |
| 18. Juli 1966 | 169k  | Mulda – Sayda                                       | Mulda–Sayda                                                | 15,5 km  | Schmalspurbahn |
| 28. Mai 1967  | 176b  | Frohburg – Kohren-Sahlis                            | Frohburg–Kohren-Sahlis                                     | 07,8 km  | |
| 28. Mai 1967  | 180b  | Delitzsch – Glesien                                 | Delitzscher Kleinbahn                                      | 14,1 km  | |
| 28. Mai 1967  | 164b  | Grimma unt Bf – Nerchau                             | Glauchau–Wurzen                                            | 06,2 km  | vom 24. September 1967 bis 31. Mai 1969 erneut Personenverkehr Golzern–Nerchau                                           |
| 15. Juli 1967 | 171h  | Kirchberg – Saupersdorf ob Bf                       | Wilkau-Haßlau–Carlsfeld                                    | 03,5 km  | Schmalspurbahn |
| 24. Sep. 1967 | 159d  | Burkau – Bischofswerda                              | Bischofswerda–Kamenz                                       | 08,0 km  | |
| 24. Sep. 1967 | 170n  | Zwönitz – Stollberg(Sachs)                          | Zwönitz–Chemnitz Süd                                       | 16,6 km  | |
| 24. Sep. 1967 | 162t  | Horka – Steinbach                                   | Horka–Priebus                                              | 15,0 km  | seit 1. Juni 1958 Schienenersatzverkehr                                                                                  |
| 28. Sep. 1968 | 171s  | Zwickau (Sachs) Hbf – Zwickau-Planitz               | Abzw Planitz–Planitz                                       | 04,5 km  | |
| 1. Juni 1969  | 159d  | Kamenz – Burkau                                     | Bischofswerda–Kamenz                                       | 15,6 km  | |
| 1. Juni 1969  | 164b  | Golzern – Wurzen                                    | Glauchau–Wurzen                                            | 12,9 km  | |
| 30. Mai 1970  |       | Rackwitz – Glesien                                  | Krensitz–Delitzsch                                         | 12,8 km  | |
| 24. Aug. 1970 |       | Pirna – Bad Gottleuba                               | Pirna–Bad Gottleuba                                        | 17,7 km  | |
| 26. Sep. 1970 |       | Falkenstein – Plauen unt Bf                         | Lottengrün–Plauen Herlasgrün–Oelsnitz                      | 24,5 km  | |
| 31. Dez. 1970 |       | Saupersdorf ob Bf – Rothenkirchen                   | Wilkau-Haßlau–Carlsfeld                                    | 11,5 km  | Schmalspurbahn |
| 22. Mai 1971  |       | Mockrehna – Schildau                                | Mockrehna–Schildau                                         | 10,5 km  | |
| 28. Mai 1971  |       | Lengenfeld – Wolfspfütz                             | Lengenfeld–Göltzschtalbrücke                               | 03,3 km  | |
| 25. Sep. 1971 |       | Grünstädtel – Rittersgrün                           | Grünstädtel–Oberrittersgrün                                | 09,4 km  | Schmalspurbahn |
| 1. Feb. 1972  |       | Oschatz – Strehla                                   | Oschatz–Strehla                                            | 12,0 km  | Schmalspurbahn |
| 1. März 1972  | 415   | Holzhau – Hermsdorf-Rehefeld                        | Nossen–Moldau                                              | 06,0 km  | |
| 28. Mai 1972  |       | Klingenberg-Colmnitz – Frauenstein                  | Klingenberg-Colmnitz–Frauenstein                           | 19,7 km  | Schmalspurbahn; seit 20. Oktober 1971 Schienenersatzverkehr                                                              |
| 28. Mai 1972  |       | Löbau – Baruth (Sachs)                              | Löbau–Radibor                                              | 22,3 km  | |
| 28. Mai 1972  |       | Wilischthal – Thum                                  | Wilischthal–Thum                                           | 13,5 km  | Schmalspurbahn |
| 28. Mai 1972  |       | Rackwitz – Krensitz                                 | Delitzsch–Krensitz                                         | 10,4 km  | |
| 1. Okt. 1972  |       | Königshain-Hochstein – Weißenberg (Sachs)           | Görlitz–Weißenberg Süd                                     | 15,3 km  | |
| 1. Okt. 1972  |       | Löthain – Lommatzsch                                | Wilsdruff–Gärtitz                                          | 12,8 km  | Schmalspurbahn |
| 1. Okt. 1972  |       | Wermsdorf – Mügeln                                  | Mügeln–Neichen                                             | 11,3 km  | Schmalspurbahn |
| 1. Okt. 1972  |       | Freital-Potschappel – Mohorn                        | Freital-Potschappel–Nossen                                 | 22,2 km  | Schmalspurbahn, seit 28. Mai 1972 Schienenersatzverkehr                                                                  |
| 2. Juni 1973  |       | Wilkau-Haßlau – Saupersdorf ob Bf                   | Wilkau-Haßlau–Carlsfeld                                    | 10,0 km  | Schmalspurbahn |
| 2. Dez. 1973  |       | Brand-Erbisdorf – Großhartmannsdorf                 | Berthelsdorf–Großhartmannsdorf                             | 08,5 km  | |
| 29. Sep. 1974 |       | Thum – Meinersdorf                                  | Schönfeld-Wiesa–Meinersdorf                                | 12,6 km  | Schmalspurbahn |
| 1. Juni 1975  |       | Freiberg (Sachs) – Halsbrücke                       | Freiberg–Halsbrücke                                        | 07,5 km  | |
| 1. Juni 1975  |       | Siebenbrunn – Erlbach                               | Siebenbrunn–Erlbach                                        | 04,7 km  | |
| 27. Sep. 1975 | 440   | Blauenthal – Eibenstock unt Bf – Schönheide Ost     | Chemnitz–Aue–Adorf                                         | 13,7 km  | |
| 27. Sep. 1975 |       | Eibenstock unt Bf – Eibenstock ob Bf                | Eibenstock unt Bf – Eibenstock ob Bf                       | 03,1 km  | |
| 27. Sep. 1975 |       | Oschatz – Mügeln                                    | Oschatz–Döbeln                                             | 11,4 km  | Schmalspurbahn; Personenverkehr 1995 wieder aufgenommen                                                                  |
| 27. Sep. 1975 |       | Rothenkirchen – Schönheide Süd                      | Wilkau-Haßlau–Carlsfeld                                    | 10,0 km  | Schmalspurbahn; heute teilweise als Museumsbahn wieder in Betrieb                                                        |
| 22. Mai 1977  |       | Weißwasser – Bad Muskau                             | Weißwasser–Bad Muskau                                      | 07,7 km  | |
| 25. Sep. 1977 |       | Nossen – Freiberg (Sachs)                           | Nossen–Moldau                                              | 07,7 km  | |
| 27. Mai 1978  |       | Wurzen – Eilenburg                                  | Wurzen–Eilenburg                                           | 21,6 km  | |
| 1. Okt. 1978  | 425   | Marienberg – Reitzenhain                            | Flöha–Reitzenhain                                          | 17,6 km  | |
| 1. Jan. 1979  |       | Schönheide Ost – Schönheide Süd                     | Chemnitz–Aue–Adorf                                         | 05,4 km  | |
| 23. Mai 1982  | 440   | Schönheide Süd – Muldenberg                         | Chemnitz–Aue–Adorf                                         | 12,3 km  | heute teilweise als Museumsbahn wieder in Betrieb                                                                        |
| 13. Jan. 1984 | 422   | Niederschmiedeberg – Jöhstadt                       | Wolkenstein–Jöhstadt                                       | 13,3 km  | Schmalspurbahn, heute teilweise als Museumsbahn wieder in Betrieb                                                        |
| 30. Sep. 1984 | 422   | Wolkenstein – Niederschmiedeberg                    | Wolkenstein–Jöhstadt                                       | 09,4 km  | Schmalspurbahn |
| 15. Mai 1990  | 509   | Langenleuba-Oberhain – Penig                        | Rochlitz–Penig                                             | 06,7 km  | |
| 10. Aug. 1990 | 419   | Neuoelsnitz – Wüstenbrand                           | Neuoelsnitz–Wüstenbrand                                    | 13,0 km  | |
| 23. Mai 1993  | 534   | Böhlen – Espenhain                                  | Böhlen–Espenhain                                           | 06,7 km  | |
| 23. Mai 1993  | 223   | Görlitz – Königshain-Hochstein                      | Görlitz–Weißenberg Süd                                     | 11,4 km  | |
| 29. Mai 1994  | 548   | Schönberg – Hirschberg                              | Schönberg–Hirschberg                                       | 19,9 km  | |
| 27. Mai 1995  | 524   | Aue (Sachs) – Blauenthal                            | Chemnitz–Aue–Adorf                                         | 12,2 km  | |
| 27. Mai 1995  | 538   | Altenburg – Narsdorf                                | Altenburg–Langenleuba-Oberhain                             | 24,9 km  | |
| 27. Sep. 1996 | 221   | Weißwasser – Forst                                  | Weißwasser–Forst                                           | 29,9 km  | |
| 31. Mai 1997  | 515   | Berthelsdorf – Langenau                             | Berthelsdorf–Großhartmannsdorf, Brand-Erbisdorf–Langenau   | 07,4 km  | vom 23. August 1997 bis 23. Mai 1998 nochmals Schülerzüge zwischen Berthelsdorf und Brand-Erbisdorf                      |
| 31. Mai 1997  | 537   | Schlettau – Crottendorf                             | Walthersdorf–Crottendorf                                   | 05,2 km  | |
| 31. Mai 1997  | 528   | Waldheim – Rochlitz (Sachs)                         | Waldheim–Rochlitz                                          | 20,7 km  | |
| 31. Mai 1997  | 217   | Torgau – Pretzsch                                   | Pretzsch–Torgau                                            | 23,4 km  | |
| 31. Mai 1997  | 543   | Neumark (Sachs) –Greiz                              | Neumark–Greiz                                              | 13,8 km  | |
| 31. Mai 1997  | 233   | Großpostwitz – Löbau                                | Großpostwitz–Löbau                                         | 19,4 km  | |
| 28. Sep. 1997 | 536   | Annaberg-Buchholz – Schwarzenberg                   | Annaberg-Buchholz–Schwarzenberg                            | 24,1 km  | |
| 28. Sep. 1997 | 532   | Neukieritzsch – Pegau                               | Neukieritzsch–Pegau                                        | 15,1 km  | |
| 28. Sep. 1997 | 503   | Brandis – Trebsen                                   | Beucha–Trebsen                                             | 13,6 km  | |
| 24. Mai 1998  | 239   | Königsbrück – Straßgräbchen-Bernsdorf (Oberlausitz) | Dresden-Klotzsche–Straßgräbchen-Bernsdorf                  | 19,7 km  | |
| 24. Mai 1998  | 218   | Eilenburg Ost – Bad Düben                           | Pretzsch–Eilenburg                                         | 15,3 km  | |
| 24. Mai 1998  | 227   | Hosena – Kamenz                                     | Lübbenau–Kamenz                                            | 21,9 km  | |
| 24. Mai 1998  | 516   | Hainichen – Roßwein                                 | Roßwein–Niederwiesa                                        | 19,9 km  | |
| 24. Mai 1998  | 508   | Riesa – Nossen                                      | Riesa–Nossen                                               | 33,3 km  | |
| 24. Mai 1998  | 549   | Leipzig-Plagwitz – Pörsten                          | Leipzig-Plagwitz–Pörsten                                   | 23,6 km  | |
| 24. Mai 1998  | 247   | Arnsdorf – Dürrröhrsdorf                            | Kamenz–Pirna                                               | 08,4 km  | bis 2007 gelegentliche Nutzung durch umgeleitete EC-Züge                                                                 |
| 24. Mai 1998  | 236   | Oberoderwitz – Großschweidnitz                      | Löbau–Zittau                                               | 17,8 km  | |
| 24. Mai 1998  | 527   | Chemnitz – Wechselburg                              | Chemnitz–Wechselburg                                       | 23,8 km  | |
| 24. Mai 1998  | 584   | Leipzig-Leutzsch – Merseburg                        | Merseburg–Leipzig-Leutzsch                                 | 27,7 km  | |
| 30. Mai 1999  | 234   | Knappenrode – Bautzen                               | Bautzen–Hoyerswerda                                        | 28,5 km  | |
| 30. Mai 1999  | 542   | Werdau – Wünschendorf                               | Werdau–Weida–Mehltheuer                                    | 27,9 km  | |
| 23. Mai 2000  | 529   | Rochlitz (Sachs) – Großbothen                       | Glauchau–Wurzen                                            | 17,5 km  | seit 1997 Schienenersatzverkehr Rochlitz–Colditz                                                                         |
| 9. Juni 2001  | 529   | Rochlitz (Sachs) – Wechselburg                      | Glauchau–Wurzen                                            | 07,4 km  | |
| 9. Juni 2001  | 519   | Olbernhau-Grünthal – Neuhausen                      | Pockau-Lengefeld–Neuhausen                                 | 09,8 km  | |
| 13. Aug. 2002 | 529   | Wechselburg – Glauchau                              | Glauchau–Wurzen                                            | 32,0 km  | Einstellung aufgrund des Hochwassers 2002                                                                                |
| 15. Dez. 2002 | 236   | Ebersbach – Löbau                                   | Ebersbach–Löbau                                            | 15,8 km  | Gelegentliche Nutzung durch umgeleitete Regionalzüge                                                                     |
| 15. Dez. 2002 | 501.2 | Leipzig-Plagwitz – Gaschwitz                        | Leipzig-Plagwitz–Gaschwitz                                 | 10,0 km  | seit 25. November 2012 als Ausweichstrecke genutzt, wegen Modernisierungsarbeiten und Vollsperrung des Ostringes Leipzig |
| 15. Dez. 2002 | 218   | Bad Düben – Schmiedeberg                            | Pretzsch–Eilenburg                                         | 15,9 km  | |
| 15. Dez. 2004 | 216   | Riesa – Falkenberg                                  | Jüterbog–Riesa                                             | 30,1 km  | planmäßige Nutzung durch EC-Züge seit 15.12.2013                                                                         |
| 12. Dez. 2004 | 248   | Bautzen – Wilthen                                   | Bautzen–Bad Schandau                                       | 14,0 km  | |
| 12. Dez. 2004 | 248   | Neukirch (Lausitz) West – Neustadt (Sachs)          | Bautzen–Bad Schandau                                       | 13,2 km  | |
| 8. Dez. 2006  | 236   | Eibau – Seifhennersdorf                             | Mittelherwigsdorf–Eibau                                    | 08,0 km  | |
| 8. Dez. 2006  | 543   | Schönberg – Schleiz                                 | Schönberg–Schleiz                                          | 14,9 km  | |
| 10. Dez. 2006 | 506   | Beucha – Brandis                                    | Beucha–Trebsen                                             | 03,2 km  | |
| 8. Dez. 2012  | 539   | Zwotental – Adorf (Vogtl)                           | Chemnitz Hbf–Adorf (Vogtl)                                 | 12,8 km  | |
| 15. Dez. 2013 | 519   | Pockau-Lengefeld – Marienberg                       | Reitzenhain–Flöha                                          | 12,3 km  | |
| 13. Dez. 2015 | 506   | Döbeln Hbf – Meißen-Triebischtal                    | Borsdorf–Coswig                                            | 39,0 km  | |

## Stilllegungen
- In den folgenden Listen sind Streckenstilllegungen auf dem Gebiet des heutigen Freistaats Sachsen aufgeführt. Beginnend ab 1. Januar 1994 enthält die Liste Daten zur Streckenstilllegung auf Grundlage des § 11 im Allgemeinen Eisenbahngesetz entsprechend den amtlichen Veröffentlichungen des Eisenbahn-Bundesamtes.

### Vor 1960
| Datum       | Strecke zwischen den Bahnhöfen | Teil der Gesamtverbindung | Anmerkung                             |
| ----------- | ------------------------------ | ------------------------- | ------------------------------------- |
| 1. Mai 1906 | Oberherold–Ehrenfriedersdorf   | Wilischthal–Thum          | Ersatz durch Neubaustrecke Geyer–Thum |

### 1960er Jahre
| Datum        | Strecke zwischen den Bahnhöfen      | Teil der Gesamtverbindung           | Anmerkung                                 |
| ------------ | ----------------------------------- | ----------------------------------- | ----------------------------------------- |
| 7. Jan. 1966 | Klingenthal–Sachsenberg-Georgenthal | Klingenthal–Sachsenberg-Georgenthal | Stilllegung rückwirkend zum 4. April 1965 |
| 1. Jan. 1968 | Hetzdorf – Eppendorf                | Hetzdorf–Eppendorf–Großwaltersdorf  |                                           |
| 1968         | Mutzschen – Neichen                 | Mügeln–Neichen                      |                                           |

### 1970er Jahre
| Datum        | Strecke zwischen den Bahnhöfen            | Teil der Gesamtverbindung                             | Anmerkung                                                                                                  |
| ------------ | ----------------------------------------- | ----------------------------------------------------- | --- |
| 1. Feb. 1972 | Oschatz – Strehla                         | Oschatz – Strehla                                     | Schmalspur                                                                                                 |
| 1. März 1972 | Holzhau – Hermsdorf-Rehefeld              | Nossen–Moldau                                         | |
| 28. Mai 1972 | Klingenberg-Colmnitz – Frauenstein        | Klingenberg-Colmnitz – Frauenstein                    | Schmalspur, offizielle Einstellung, Schienenersatzverkehr bereits seit 20. Oktober 1971                    |
| 28. Mai 1972 | Klingenberg-Colmnitz – Oberdittmannsdorf  | Schmalspurbahn Klingenberg-Colmnitz–Oberdittmannsdorf | Schmalspur, offizielle Einstellung des Gesamtverkehrs, Betrieb bereits seit 25. September 1971 eingestellt |
| 28. Mai 1972 | Wilischthal – Thum                        | Schmalspurbahn Wilischthal–Thum                       | Schmalspur                                                                                                 |
| 28. Mai 1972 | Löbau – Baruth (Sachs)                    | Löbau – Baruth (Sachs)                                | |
| 28. Mai 1972 | Rackwitz – Krostitz                       | Delitzscher Kleinbahn                                 | |
| 1. Okt. 1972 | Löthain – Lommatzsch                      | Wilsdruff–Gärtitz                                     | Schmalspur                                                                                                 |
| 1. Okt. 1972 | Wermsdorf – Mügeln                        | Mügeln–Neichen                                        | Schmalspur                                                                                                 |
| 1. Okt. 1972 | Freital-Potschappel – Mohorn              | Freital-Potschappel–Nossen                            | Schmalspur                                                                                                 |
| 1. Okt. 1972 | Königshain-Hochstein – Weißenberg (Sachs) | Görlitzer Kreisbahn                                   | |
| 1. Apr. 1976 | Pirna-Neundorf–Gottleuba                  | Gottleubatalbahn                                      | |

### 1980er Jahre
| Datum         | Strecke zwischen den Bahnhöfen | Teil der Gesamtverbindung | Anmerkung |
| ------------- | ------------------------------ | ------------------------- | --------- |
| 31. Dez. 1980 | Wolkenstein–Niederschmiedeberg | Wolkenstein–Jöhstadt      |           |

### 1990er Jahre
| Datum         | Strecke zwischen den Bahnhöfen                                | Teil der Gesamtverbindung         | Anmerkung |
| ------------- | ------------------------------------------------------------- | --------------------------------- | --------- |
| 15. Mai 1995  | Spreewitz–Spreewitz Nord                                      | Spreewitz–Graustein               |           |
| 29. Mai 1995  | Nobitz–Obergräfenhain                                         | Altenburg–Langenleuba-Oberhain    |           |
| 25. Okt. 1995 | Weißwasser (OL)–Bad Muskau                                    | Weißwasser (OL)–Bad Muskau        |           |
| 31. Dez. 1995 | Torgau–Belgern                                                | Torgau–Belgern                    |           |
| 6. Juni 1996  | Schlema unt Bf–Schlema ob Bf                                  | Schlematalbahn                    |           |
| 1. Sep. 1996  | Baruth (Sachs)–Guttau (Sachs)                                 | Löbau–Radibor                     |           |
| 9. Sep. 1996  | Anst Pirna-Copitz–Mockethal                                   | Pirna–Herrenleite                 |           |
| 1. Okt. 1996  | Königswalde ob Bf–Annaberg-Buchholz ob Bf                     | Königswalde–Annaberg              |           |
| 22. Nov. 1996 | Awanst Kamenz Nord–km 2,9                                     | Kamenz–Kamenz Nord                |           |
| 1. Apr. 1997  | Riesa Hafen–Riesa, Gl. 53                                     | Hafenbahn Riesa                   |           |
| 1. Juni 1997  | Walthersdorf (Erzgeb)–Crottendorf ob Bf                       | Walthersdorf–Crottendorf          |           |
| 31. Okt. 1997 | Kamenz–Elstra                                                 | Kamenz–Bischofswerda              |           |
| 3. Dez. 1997  | Aue (Sachs)–Blauenthal                                        | Chemnitz–Aue–Adorf                |           |
| 1997          | Abzw Svt–Königshain-Hochstein                                 | Görlitzer Kreisbahn               |           |
| 28. Feb. 1998 | Schönheide Süd–Muldenberg                                     | Chemnitz–Aue–Adorf                |           |
| 15. Aug. 1998 | Großpostwitz–Löbau                                            | Großpostwitz–Löbau                |           |
| 15. Aug. 1998 | Guttau (Sachs)–Radibor (Sachs)                                | Löbau–Radibor                     |           |
| 15. Aug. 1998 | Schlauroth Abzw Svt–Schlauroth                                | Görlitz–Schlauroth                |           |
| 15. Aug. 1998 | (Ehrenhain–)km 19,4–Langenleuba-Oberhain–Abzw Bogendreieck    | Altenburg–Langenleuba-Oberhain    |           |
| 15. Aug. 1998 | Waldheim–Rochlitz (Sachs)                                     | Waldheim–Rochlitz                 |           |
| 15. Aug. 1998 | Brand-Erbisdorf–Langenau (Sachs)                              | Brand-Erbisdorf–Langenau          |           |
| 31. Aug. 1998 | Kamenz–Elstra                                                 | Kamenz–Bischofswerda              |           |
| 30. Sep. 1998 | Zwenkau (b Leipzig)–Groitzsch                                 | Gaschwitz–Meuselwitz              |           |
| 15. Dez. 1998 | Reitzenhain–Marienberg (Sachs)                                | Reitzenhain–Flöha                 |           |
| 29. Dez. 1998 | Weißwasser (OL)–km 13,526(–Forst (Lausitz))                   | Weißwasser–Forst                  |           |
| 28. Feb. 1999 | Pirna–Pirna-Rottwerndorf                                      | Gottleubatalbahn                  |           |
| 28. Feb. 1999 | Pirna Süd–Pirna-Zehista                                       | Pirna–Großcotta                   |           |
| 28. Feb. 1999 | Neumark (Sachs)–km 4,0 (–Greiz)                               | Neumark–Greiz                     |           |
| 30. Apr. 1999 | Zwickau (Sachs) Hbf–Crossen–Mosel                             | Zwickau (Sachs) Hbf–Crossen–Mosel |           |
| 31. Mai 1999  | Oberoderwitz–Herrnhut                                         | Löbau–Zittau                      |           |
| 31. Mai 1999  | Wurzen–Lüptitz                                                | Wurzen–Eilenburg                  |           |
| 15. Aug. 1999 | Abzw Weißkollm–Abzw Spreewitz Süd (Westgleis)                 | Knappenrode–Sornoer Buden         |           |
| 31. Aug. 1999 | Leipzig-Plagwitz–km 2,2 (–Pörsten)                            |                                   |           |
| 31. Aug. 1999 | Neukieritzsch–Pegau                                           | Neukieritzsch–Pegau               |           |
| 31. Aug. 1999 | Abzw Furth–Chemnitz-Hilbersdorf/Küchwald–Chemnitz-Hilbersdorf |                                   |           |
| 31. Aug. 1999 | Niederwiesa, Stw 1–Chemnitz-Hilbersdorf–Chemnitz Hbf          |                                   |           |
| 31. Dez. 1999 | Abzw Leuna Lw–Leipzig-Leutzsch                                | Merseburg–Leipzig-Leutzsch        |           |

### 2000er Jahre
| Datum         | Strecke zwischen den Bahnhöfen                           | Teil der Gesamtverbindung                         | Anmerkung                                                               |
| ------------- | -------------------------------------------------------- | ------------------------------------------------- | ----------------------------------------------------------------------- |
| 31. Mai 2000  | Limbach (Sachs)–Oberfrohna                               | Limbach (Sachs)–Oberfrohna                        |                                                                         |
| 30. Okt. 2000 | Knappenrode Süd–Abzw Weißkollm                           | Königswartha–Weißkollm                            |                                                                         |
| 30. Okt. 2000 | Spreewitz–Abzweigstelle Spreewitz Süd (Westgleis)        | Knappenrode–Sornoer Buden                         |                                                                         |
| 15. Nov. 2000 | Werdau–km 7,0 / km 8,04–km 14,0 (–Wünschendorf (Elster)) | Werdau–Weida–Mehltheuer                           |                                                                         |
| 15. Nov. 2000 | (Pretzsch–) km 26,3–Torgau                               | Pratau–Torgau                                     |                                                                         |
| 1. Aug. 2001  | Königsbrück–Straßgräbchen-Bernsdorf (Oberlausitz)        | Königsbrück–Straßgräbchen-Bernsdorf (Oberlausitz) |                                                                         |
| 30. Sep. 2001 | Rosswein-Hainichen                                       | Rosswein-Niederwiesa                              |                                                                         |
| 1. Jan. 2002  | Rochlitz (Sachs)–Narsdorf                                | Rochlitz–Penig                                    |                                                                         |
| 31. Mai 2002  | Abzw Stiebitz–Knappenrode Süd–Knappenrode                | Bautzen–Hoyerswerda                               | Awanst Caminau–Knappenrode: Umwandlung in Nebengleis des Bf Knappenrode |
| 31. Mai 2002  | (Knappenrode–) Spreewitz–Abzw Sornoer Buden West         | Knappenrode–Sornoer Buden                         |                                                                         |
| 31. Dez. 2002 | Wechselburg–Chemnitz-Glösa                               | Chemnitztalbahn                                   |                                                                         |
| 28. Feb. 2003 | Herrnhut–Niedercunnersdorf                               | Löbau–Zittau                                      |                                                                         |
| 31. Aug. 2003 | Limbach (Sachs)–Wittgensdorf ob Bf                       | Limbach (Sachs)–Wittgensdorf ob Bf                |                                                                         |
| 31. Dez. 2003 | Lugau–Wüstenbrand                                        | Neuoelsnitz–Wüstenbrand                           |                                                                         |
| 10. Mai 2004  | Freiberg (Sachs)–Freiberg (Sachs) Ost                    | Freiberg–Halsbrücke                               | Umwandlung in Nebengleis des Bf Freiberg (Sachs)                        |
| 30. Sep. 2004 | Chemnitz-Küchwald–Wüstenbrand                            | Küchwald–Obergrüna                                |                                                                         |
| 2018          | Neuoelsnitz–Lugau                                        | Neuoelsnitz–Wüstenbrand                           |                                                                         |